# Aspicera
Aspicera is een geslacht van vliesvleugelige insecten van de familie Figitidae.

## Soorten
- A. brevispina Kieffer, 1901
- A. coriacea Kieffer, 1901
- A. chlapowskii Kieffer, 1901
- A. dahlbomi Kieffer, 1901
- A. hartigi Dalla Torre, 1889
- A. longispina Kieffer, 1901
- A. nigra Ionescu, 1969
- A. rugosa (Hartig, 1843)
- A. scutellata (Villers, 1789)
- A. spinosa (Fonscolombe, 1832)
- A. suecica Dalla Torre & Kieffer, 1910
- A. tenuispina Kieffer, 1904